# 제이미 로슨
제이미 로슨(Jamie Lawson, 1975년 ~ )은 잉글랜드의 싱어송라이터이다. 에드 시런이 세운 "진저브레드 맨 레코드" (Gingerbread Man Records)와 계약한 첫 아티스트이다. 대표곡은 "Wasn't Expecting That"이다.

## 출연 작품

### 영화
- 2025년 씨너스: 죄인들 - 펄린 역